# Madly Madagascar
Madly Madagascar is een korte Amerikaanse animatiefilm uit 2013. De film is geproduceerd door DreamWorks Animation en werd geregisseerd door David Soren. De film werd in de Verenigde Staten als Valentijns special uitgebracht op 29 januari 2013. De personages komen uit de filmreeks van Madagascar. Het verhaal speelt zich af ergens tussen de tweede en derde speelfilms.

## Verhaal
Als op Valentijnsdag een piloot en een co-piloot boven Afrika vliegen in een vliegtuig vol met Valentijnscadeautjes, controleren ze de vracht. Ze ontdekken een parfumflesje, die ze per ongeluk laten sprayen. Hierdoor kunnen ze bijna geen ademhalen, en gooien het flesje uit het vliegtuig. Het flesje komt op King Julien hoofd terecht. King Julien leest op het flesje, Love Potion No. 9 Irresistible (liefdesdrankje nummer 9 onweerstaanbaar). Hij kijkt naar boven en zegt tegen Maurice dat dit een teken van boven is. King Julien noemt zichzelf 'King of Love', waardoor Maurice niet meer bijkomt van het lachen. Op dat moment, op een andere plek geeft Alex aan alle dieren zelfgemaakte  Valentijns hartjes weg. Maar al snel horen de dieren over King Julien's geheimzinnige parfumflesje. Ze gaan naar King Julien, en ze willen allemaal van het flesje gebruikmaken. Ondertussen is Melman druk bezig met een verrassing voor Gloria, en heeft Marty een oogje op een Okapi, en riskeert Skipper zijn leven voor een Hawaii poppetje.

## Stemverdeling
| Acteur                 | Personage        |
| ---------------------- | ---------------- |
| Ben Stiller            | Alex             |
| Chris Rock             | Marty            |
| David Schwimmer        | Melman           |
| Jada Pinkett Smith     | Gloria           |
| Danny Jacobs           | King Julien XIII |
| Cedric the Entertainer | Maurice          |
| Andy Richter           | Mort             |
| Taraji P. Henson       | Okapi            |
| Tom McGrath            | Skipper          |